# Cheloderus penai
Cheloderus penai là một loài bọ cánh cứng trong họ Cerambycidae.